# Velma Dinkley
Velma Dace Dinkley, ou simplesmente Velma, é uma personagem da franquia americana de séries animadas Scooby-Doo. A série possui como principais personagens: Daphne Blake, Fred Jones, Velma Dinkley, Salsicha Rogers e Scooby-Doo que fazem parte da Mistério Sociedade Anônima (Mistério S/A.) que tem como objetivo investigar casos misteriosos e prender vilões e "monstros".
Aparentemente, é comum Fred mandar todos se separarem e procurarem pistas. Com a separação, Salsicha e Scooby vão com Velma, que, apesar de demonstrar muita inteligência, perde seus óculos e cai nas armações dos dois. Desde 2002, a personagem é dublada por Mindy Cohn nos Estados Unidos. No Brasil, é dublada por Nair Amorim na maioria das produções.

## Sobre a personagem
A personagem é retratada como uma jovem extremamente inteligente. É devido a esse aspecto que Velma geralmente é a única a decifrar as pistas e, assim, solucionar o mistério (às vezes com a ajuda de Fred).
Sendo uma garota que sofre de miopia, Velma tem uma visão muito limitada sem seus óculos e tende a perdê-los acidentalmente no decorrer dos episódios.
Quando Scooby e/ou até mesmo Salsicha estão com medo de se voluntariar em uma missão, é Velma que, muitas vezes, lhes oferece os chamados "Biscoitos Scooby" ou caramelos como uma tentativa de suborno.
Seu traje clássico consiste em uma mini-saia avermelhada com pregas marrons, sapatos de fivela vermelhos com meias laranjas, um suéter de gola alta da mesma cor de suas meias e um par de óculos quadrados "fundo-de-garrafa".
Seus principais bordões são:"Meus óculos, eu não enxergo sem meus óculos!", "Gente!" e "Parem já com isso seus covardes!", entre outros.
Em Scooby-Doo: Mistério S/A, Velma tem um sufocante caso amoroso com Salsicha e mostra ciúmes da amizade dele com Scooby-Doo, pois acha que Salsicha passa muito tempo ao lado do cachorro e não dá atenção suficiente para ela.
Em uma de suas frases, Velma deixa claro sentir ciúmes: "Ou o Scooby ou eu. E não vou admitir ser trocada por um cachorro!" Além disso, ela já ditou, em alguns episódios, exigências para que Salsicha mude por ela, deixando até de dizer um de seus bordões ("Puxa") e deixar de usar a sua típica calça marrom, que, segundo Velma, é usada por Salsicha desde a oitava série.
Em 2022, durante o filme Trick or Treat: Scooby Doo!, é revelado que a personagem é lésbica porém, é importante salientar que a homossexualidade da personagem só existe e só é válida neste filme, haja vista que em todas as produções anteriores (e até mesmo segundo os criadores da obra original, ambos falecidos em 2020), a sexualidade dos personagens nunca foi algo para ser explorado, e que a personagem nunca foi lésbica.

## Família e parentes
Parentes de Velma apresentados durante a série, incluem:
- Angie e Dale Dinkley: pais de Velma.
- Tia Thelma: um bióloga marinha.
- Prima Thelma: estuda tumbas egípcias.
- Dave Walton: tio.
- Tio John: um arqueologista que gosta de investigar estruturas e cavernas antigas.
- Tio Cosmo: outro arqueologista.
- Tio Elmo: um médico.
- Tia Meg: é casada com Tio Evan.
- Tio Evan: é casado com Tia Meg.
- Marcy: prima de Velma, a filha de Meg e Evan. Nasceu no Dia das Bruxas. Ela criou robôs espantalhos para assustar as pessoas e arruinar o Dia das Bruxas pois ela queria que todos celebrassem seu aniversário.
- Madelyn: irmã mais nova de Velma.

## Relações
Embora Velma teve um relacionamento nas telinhas uma vez (Patrick no filme Scooby Doo 2: Monstros à Solta), ela teve vários interesses em vários programas:
- Ben Ravencroft em Scooby-Doo e o Fantasma da Bruxa
- Detetive Beau Neville em Scooby-Doo na Ilha dos Zumbis
- Várias paixões unilaterais, de George, o Carteiro a partir de sua cidade natal, Gibby Norton, e Jason em Scooby-Doo! Mistério S/A

Um possível interesse amoroso com o príncipe Omar em Scooby Doo! Em Cadê a Minha Múmia.
Até Scooby Doo Baía Crista, nem Velma, nem Salsicha  demonstram sentimentos amorosos além de amizade. Embora os dois muitas vezes dancem juntos.

## Dubladoras

#### Estados Unidos
- Linda Cardellini em Scooby-Doo (filme) (2002), Scooby-Doo 2 - Monstros à Solta (2004)
- Nicole Jaffe em Scooby-Doo (1969-1974)
- Pat Stevens em Scooby-Doo (1976-1979)
- Marla Frumkin em Scooby-Doo (1979-1980)
- Christina Lange em O Pequeno Scooby-Doo (1988-1991)
- B. J. Ward em Scooby-Doo (1997-2002)
- Mindy Cohn em Scooby-Doo (2002-presente)
- Hayley Kiyoko em Scooby-Doo! O Mistério Começa (2009), Scooby-Doo! A Maldição do Monstro do Lago (2010)Cosplayers de Daphne e Velma

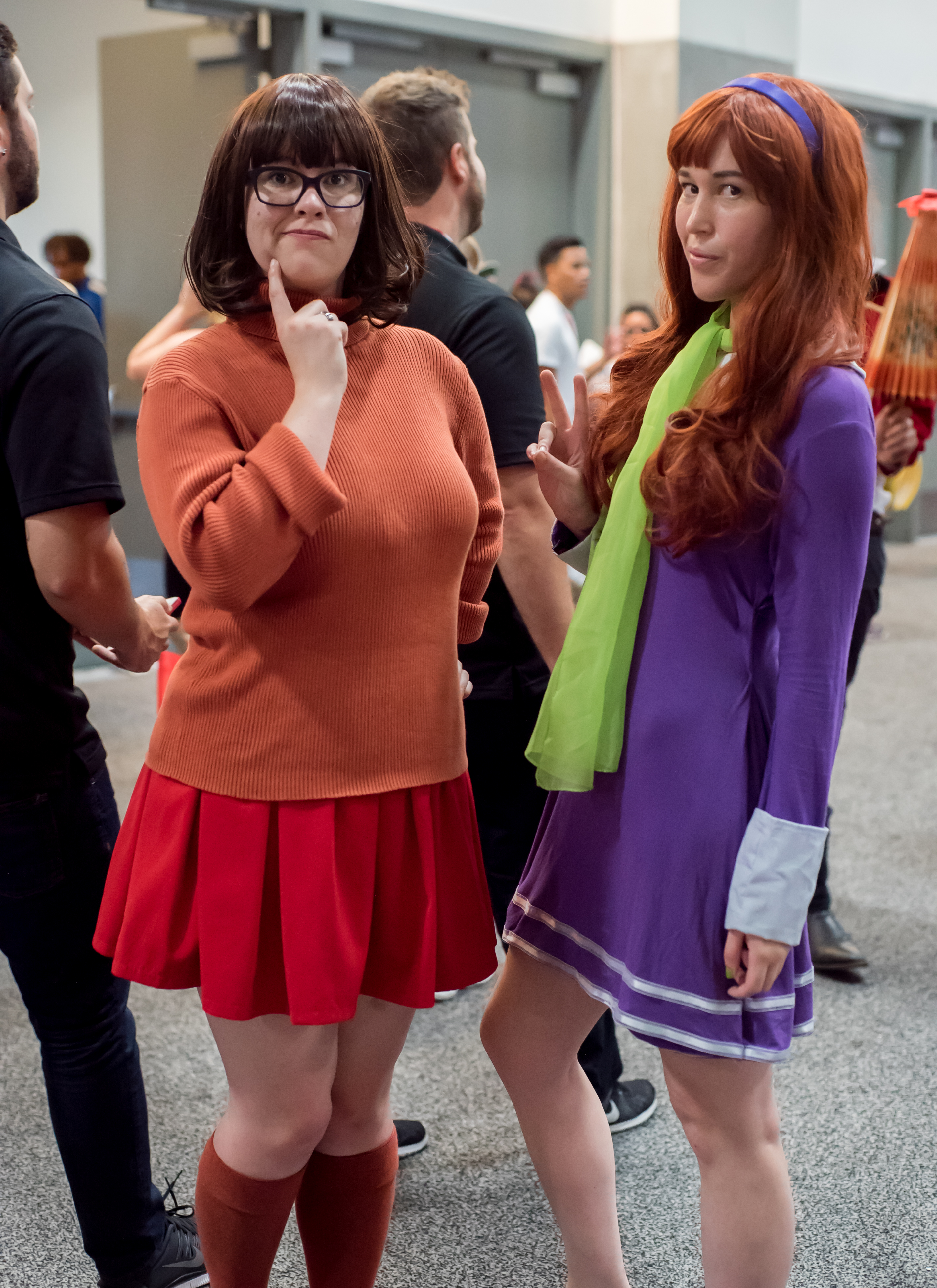
Cosplayers de Daphne e Velma

### Brasil
- Nair Amorim (1972-1976,1990-1992,2000-2011)
- Vera Miranda (1977-1986)
- Carmem Sheila (1987-1989)
- Adalmária Mesquita (1993-1995)
- Miriam Ficher (1996-1999)
- Fernanda Baronne (2012-)